# Scelilasia erythrozonata
Scelilasia erythrozonata là một loài bướm đêm thuộc phân họ Arctiinae, họ Erebidae.